# Methodist Episcopal Church, South
Methodist Episcopal Church, South var ett trossamfund som existerade i de amerikanska sydstaterna mellan 1844 och 1939.
Samfundet bildades av de som ogillade ett beslut i slavfrågan vid the Methodist Episcopal Churchs generalförsamling i Louisville, Kentucky 1844.
1939 gick man åter samman med sitt modersamfund och the Methodist Protestant Church och bildade Metodistkyrkan i USA.
Några teologiskt konservativa församlingar vägrade dock ansluta sig detta nya trossamfund utan bildade istället Södra Metodistkyrkan 1940.